# I banditi del fiume rosso
I banditi del fiume rosso  (Alias the Bad Man) è un film del 1931 diretto da Philip Rosen (o Phil Rosen).

## Produzione
Il film fu prodotto dalla Tiffany Productions. Il materiale pubblicitario del film riporta che le riprese in esterni furono girate nelle Vasquez Rocks nella Angeles National Forest.

## Distribuzione
Il copyright del film, richiesto dalla Tiffany Productions of California, Inc., fu registrato il 3 agosto 1931 con il numero LP2373.